# Магнети Марели
„Магнети Марели“ е компания от гр. Корбета, Италия, производител на електроника и електротехника, световен лидер в производството на осветителни елементи и компоненти за транспортна техника.

## История
През 1891 г. Ерколе Марели основава компания на свое име за производство на електрични компоненти и двигатели. Освен че произвежда за Италия, компанията изнася и електрически компоненти за Европа. От компанията на Марели са приложени редица въведения в използването на електрически пособия. Прилагат се нови технологии, използват се нови материали и нови конструктивни методи.
Марели основава Società Anonima Ercole Marelli през 1919 г. Инвестира 7 милиона италиански лири в нови поточни линии и назначаване на нови работници поради разширяването на производството. През 1920 г. основните партньори на компанията са ФИАТ и други италиански производители на автомобили. Освен за тях Магнети Марели изнася компоненти за италианското самолетостроене. 9 години по-късно започва и производството на батерии. В началото на 1930-те години се откриват нови фабрики и компанията създава подмарка съсредоточена върху производството на електронни лампи за италианската електронна индустрия. По-късно електронните лампи поради качествената изработка, добрата конструкция и добрите материали електронни лампи се изнасят и за редица европейски страни. През 1935 г. за новозараждащата се италианска мотоциклетна индустрия и развитието на автомобилната индустрия се произвеждат разни видове стартери, ключове и други компоненти. В края на 1930-те години се създават научноизследователски центрове. През 1938 г. в компанията работи гениалният италиански физик нобелов лалуреят Енрико Ферми. След Втората световна война компанията има изключителен принос за възстановяването и развитието на комуникациите в Италия.
От 1947 г. „Магнети Марели“ е член на Италианската борса. През 1953 г. компанията работи върху основните телевизионни мостове на Италианската телевизия РАИ. През 1967 г. компанията е основен сътрудник на ФИАТ и задълбочава взаимоотношенията си с германския гигант „Бош“, започнали през 1935 г. Открива свои представителства в Бразилия и Турция. През 1979 г. се създава Marelli Autronica – джойнт венчър с италианската компания „Вебер“ (Болоня) за производство на електроконтролиращи устройства. През 1983 г. започва производството на Digiplex electronic, базирана на Cityplex system за автоматично стартиране и спиране при различни ситуации на двигателя.
Следващата година представителството на компанията се премества в Чинисело Белсамо (Cinisello Balsamo). През 1987 г. прави реорганизация на индустриалното производство с компаниите Weber, Veglia Borletti, Carello, Siem, Solex and Jaeger. През 1991 г. компанията премества централата си в Корбета. През 1996 г. пробива на китайския пазар и провежда изпитания на нови навигационни системи и осветителни елементи. През 2005 г. влиза във „ФИАТ груп“. През 2007 г. разширява значително производството на LED светлини.

## Бизнес партньори
Автомобилни производители: ФИАТ, Фолксваген, Ауди, Рено, Крайслер, Форд.

## Продукти
- габаритни светлини, фарове, стопове
- електронни системи
- пластични елементи и модули
- индикатори